# Tarek al-Moulla
Tarek El Molla, né en juin 1962, est un homme politique égyptien. Il est ministre du Pétrole et des Ressources minières depuis septembre 2015.

## Biographie

### Formation
Tarek el Molla a étudié à l'université du Caire où il a obtenu un Bachelor of Mechanical Engineering en 1986. 

### Carrière

#### Chevron
De janvier 1987 à fin 2010, Tarek el Molla rejoint la société internationale Chevron Egypte où il assume plusieurs responsabilités en ingénierie, opérations, planification et ventes jusqu'à ce qu'il devienne directeur des ventes et membre du conseil d'administration en 1998, puis il est devenu directeur général du marketing en 2008.
En 2010, il déménage en Afrique du Sud, au siège de Chevron Africa et au Moyen-Orient, où il est nommé directeur régional pour l'Afrique centrale et sud-africaine jusqu'à la fin de l'année. 

#### Période EGPC
En janvier 2011, el-Molla rejoint l'Egyptian General Petroleum Corporation (EGPC) en tant que vice-président exécutif de la compagnie pour le commerce extérieur. Pendant la période allant d'août 2011 à février 2012, il occupe le poste de vice-président exécutif chargé du commerce intérieur de l'EGPC. En parallèle il occupe toujours un poste au conseil d'administration chargé du commerce extérieur. En mars 2013, il est nommé au poste de vice-président exécutif de l'EGPC pour les opérations en plus de son travail en tant que fondé de pouvoir pour le commerce extérieur. Un poste qu'il va occuper jusqu'au mois d’août de la même année.
D'août 2013 à septembre 2015, il est nommé à la tête de la Société égyptienne de l'industrie générale du pétrole (Egyptian General Petroleum Corporation -EGPC). Il remplace à ce poste Tarek El Barkatawy.

#### Ministre du Pétrole et des Ressources minérales
Le 19 septembre 2015, Tarek el-Molla devient ministre des Pétrole et des Ressources minérales égyptien. Il remplace Chérif Ismaïl, l'ancien ministre, après que ce dernier ait été nommé Premier ministre, le 12 septembre 2015, par le président Abdel Fattah al-Sissi. Le nouveau ministre du Pétrole a pour mission de résoudre la crise énergétique que traverse son pays et d'attirer des investisseurs en Egypte.
Le 5 octobre 2017, il est nommé par le conseil des ministres du Gas Exporting Countries Forum (GECF) vice-président de l'organisation pour 2018 ,.

### Vie privée
Il est marié et père d'un garçon et de deux filles.